# M29 Weasel
M29 «Візель» (англ. M29 Weasel) — легкий гусеничний транспортер-амфібія виробництва США часів Другої світової війни.

## Історія розробки та служби
Ідея створення «Візеля» належала британському інженеру винахіднику Джеффрі Пайку. Підставою стала невдала операція британських командос на півночі Норвегії, коли з'ясувалося, що британська армія не має спеціальної техніки для дій на бездоріжжі, в умовах глибокого снігу та боліт. У березні 1942 року Пайк запропонував лорду Луїсу Маунтбеттену, начальнику штабу об'єднаних операцій, так званий «Проєкт Плоу» (англ. Project Plough) — спеціальну операцію з висадки британських командос парашутами в норвезькі гори, щоб створити приховану базу на великому льодовиковому плато Йостедальсбрін (норв. Jostedalsbreen), в окупованій Німеччиною Норвегії для партизанських акцій проти окупаційних сил вермахту. План Пейка полягав у перешкоджанні розвитку німецької атомної програми та створення гітлерівцями атомної зброї. Для пересування сніжними шляхами Норвегії, де рух звичайних транспортних засобів неможливий, він запропонував легкий швидкохідний механізований пристрій, який транспортував би невеликі групи командос 1-ї бригади спеціальної служби по снігу.
У Пайка був готовий проєкт броньованого гусеничного снігохода, більш того, він вже був схвалений вищими армійськими чинами, але підприємства Великої Британії були перевантажені армійськими замовленнями і ніхто не взявся за реалізацію цього проєкту.
Тоді Пайк відправився до США, де запропонував концепт свого транспортера фірмі «Студебекер». Спільно з інженерами «Студебекер» він побудував кілька дослідних зразків, які отримали позначення T15.
Перші 2 103 транспортні засоби T15, а пізніше віднесені до категорії транспортерів M28, мали гусеничні рушії шириною 380 мм, пізніша версія, позначена як M29, мала вже гусениці ширше — 510 мм. Модифікація M29 мала зовсім інший корпус і привід заднього руху на відміну від T15/M28.
M29 мав коробчастий корпус відкритого типу з широкими надгусеничними нішами. Карбюраторний 6-циліндровий двигун, взятий від популярного малолітражного автомобіля «Студебекер Чемпіон» потужністю 70 к.с., який розвивав швидкість до 58 км/год, встановлювався в передній частині корпусу. Місце водія розміщувалося попереду ліворуч. Ззаду розміщувалися три солдати в повній екіпіровці на окремих сидіннях або укладався вантаж.
Механічна трансмісія «Ворнер» T84J забезпечувала 3 швидкості ходу вперед, 1 — назад, механізмом повороту служив диференціал. Обертання від двигуна передавалося на коробку передач через карданний вал, що проходив по осі корпусу.
Попри тому, що транспортер розроблявся під виконання спеціальних завдань у Норвегії, «Візель» ніколи не використовувався за своїм первинним призначенням, через те, що місії на півночі країни були скасовані. Однак, оскільки він був амфібійним транспортером і міг рухатися місцевістю, котра була занадто в'язкою для більшості інших транспортних засобів, його широко застосовували і в Італії, й на Західному фронті. Американські підрозділи, озброєні M29 висаджувалися на берег Нормандії, брали участь у боях під Сен-Ло, битві на «виступі», долали водні перешкоди Рура та Рейну. Хоча M29 був транспортером, його також використовували як машину управління, станцію радіозв'язку, прокладчика дротів лінійного зв'язку, машину медичної допомоги. У боях американські солдати швидко зрозуміли, що «Візель» може бути використаний як евакуатор поранених воїнів з поля бою, оскільки транспортер міг дістатися до місць, до яких навіть джипи не змогли проїхати. Іншим варіантом використання було подолання мінних полів, оскільки тиск на ґрунт був часто занадто низьким, щоб протитанкові міни на нього спрацювали.
Після війни багато надлишків M29 було продано країнам-союзникам (Норвегії, Швеції, Франції тощо). Деякі M29C та M29 брали участь у боях у Кореї, доповнюючи 1/4-тонні 4x4 автомобілі в жорстких умовах місцевості. Вони служили в арктичних та холодних умовах погоди до зняття з озброєння в 1958 році. Велика кількість цих військових транспортерів була продана у 1950-х роках цивільним та муніципальним організаціям. Наприклад, 25 «Візелів» були позичені на забезпечення VIII Зимових Олімпійських ігор 1960 року.